# Donji Ribnik (Bośnia i Hercegowina)
Donji Ribnik (cyr. Доњи Рибник) – wieś w Bośni i Hercegowinie, w Republice Serbskiej, w gminie Ribnik. W 2013 roku liczyła 395 mieszkańców.